# Earl of Selborne

Wappen der Earls of Selborne

Earl of Selborne, in the County of Southampton, ist ein erblicher britischer Adelstitel in der Peerage of the United Kingdom.

## Verleihung und Geschichte des Titels
Der Titel wurde am 30. Dezember 1882 für den Rechtsanwalt und ehemaligen Unterhausabgeordneten der Liberal Party, Roundell Palmer, 1. Baron Selborne geschaffen, zusammen mit dem nachgeordneten Titel Viscount Wolmer, of Blackmoor in the County of Southampton. Bereits am 23. Oktober 1872 war ihm der fortan nachgeordnete Titel Baron Selborne, of Selborne in the County of Southampton, verliehen worden.
Sowohl sein Sohn, der 2. Earl, als auch sein Enkel, der 3. Earl, waren beide bekannte Politiker und Vertreter eines liberalen Unionismus. Der Letztere wurde bereits im Oktober 1940, vor dem Tod seines Vaters 1942, Mitglied des House of Lords, da ihm der nachgeordnete Titel seines Vaters Baron Selborne durch Writ of Acceleration vorzeitig übertragen wurde.
Der derzeitige 4. Earl, John Palmer gehört zu den 99 gewählten Erbadligen (Hereditary Peers), die nach dem Inkrafttreten des House of Lords Act 1999 im Oberhaus verblieben. Er gehört dort zur Fraktion der Conservative Party.
Der Familiensitz der Earls ist Temple Manor bei Selborne in Hampshire.

## Liste der Earls of Selborne (1882)
- Roundell Palmer, 1. Earl of Selborne (1812–1895)
- William Palmer, 2. Earl of Selborne (1859–1942)
- Roundell Palmer, 3. Earl of Selborne (1887–1971)
- John Palmer, 4. Earl of Selborne (1940–2021)
- William Palmer, 5. Earl of Selborne (* 1971)

Titelerbe (Heir apparent) ist der ältere Sohn des aktuellen Earls Alexander David Palmer, Viscount Wolmer (* 2002).